# Mpman
mpman（エムピーマン）は、韓国のセハン情報システムズが発売していた携帯型デジタルオーディオプレーヤーのブランドである。MPman、MPMman、MPMANなどとも表記される。その第1号機であるmpman MP-F10は、1998年2月に発売された世界初の市販携帯型デジタルオーディオプレーヤーであった。

## 概要
mpman MP-F10は、MP3に対応した携帯型デジタルオーディオプレーヤーで、それぞれ16/32/64MBのメモリを内蔵する3タイプがあり、オプションで増設メモリも用意された。なお、外部メモリには対応していない。ドッキングステーションが付属し、PCとの間はパラレル 接続でデータ転送を行った。データ転送ソフトウェアは添付されていたが、MP3へのエンコーダーソフトウェアは同梱されておらず、ユーザーが準備する必要があった。
日本では、東京都千代田区秋葉原のあきばお〜で1998年5月2日に販売が開始された。当初は、32MB及び64MBの2機種が発売され、価格は 32MBが39,800円、64MBが59,800円であった。
その後、開発元であったDigitalCast社がダイアモンド・マルチメディア・システムズ社に買収され、M-F10の後継機種として発表されていた機種はRio PMP300として発売された。
DigitalCast社買収後も開発元は異なるもののmpmanブランドは続いており、1999年には、内蔵メモリに加えてスマートメディア・スロットを備えた後継機のmpman MP-F20が発売されている。

## mpman MP-F10
- 本体
  - メモリ：16/32/64MB
  - 最大メモリ：64MB
  - 大きさ：縦91mm x 横70mm x 厚さ16.5mm
  - 重さ：65g（バッテリ含まず）
  - S/N比：70dB
  - 歪曲率：0.1%
  - 最大出力：5MW x 2（ヘッドフォン出力のみ）
  - 出力コネクタ：3.5mmステレオミニプラグ
  - 再生周波数：20Hz - 20kHz
  - 電源：リチャージブル・バッテリ（ガムタイプ DC1.2V 1000mAh x 2）
  - ボディーカラー：黒/青/ゴールド/ピンク/シルバー/スケルトン
- ドッキングステーション
  - 大きさ：縦133mm x 横110mm x 厚さ30 mm
  - 重さ：80g
  - 電源：DC9V 400mA（ACアダプタ付属）